# 千屋金策
千屋 金策（ちや きんさく、天保14年6月15日（1843年7月12日） - 元治2年2月22日（1865年3月19日））は幕末の尊王攘夷活動家。千屋菊次郎は兄、千屋熊太郎は従弟に当たる。名は孝成。

## 概要
土佐国安芸郡和食村（現・高知県安芸郡芸西村和食）の庄屋・千屋孝則の四男として生まれ、嘉永2年（1849年）父の赴任に従って高岡郡半山郷（現・高知県津野町）に移る。安政4年（1857年）から安政6年（1859年）まで船戸村（現・津野町）の戸田隆蔵に医学を学び、万延元年（1860年）4月に大坂に上って緒方郁蔵（研堂）にも学んだ。文久元年（1861年）9月に故郷に戻る。同年、武市瑞山らが結成した土佐勤王党に参加。文久2年（1862年）、中岡慎太郎らと五十人組を組織し、土佐藩の江戸藩邸護衛に当たる。その後、時事探索掛を命じられて土佐に戻った。藩論が変わって武市が捕縛されると、元治元年（1864年）5月29日に脱藩して長州に赴く。禁門の変では薩摩藩・会津藩の兵と戦うが敗れて再び長州に戻る。翌年、井原応輔・島浪間と共に大坂から山陰地方を遊説するが、美作国土居の関所において関守に賊と思われて争いとなり、宿所で自刃した。
明治31年（1898年）7月4日、正五位を追贈された。